# Epitaf (hudební skupina)
Epitaf byla česká heavymetalová kapela založená v roce 1999 v Novém Bydžově. Skupina vydala celkem 7 alb (z toho jedno kompilační a jedno demo), z nichž nejúspěšnější jsou Piraňa a Noc duchů, a jeden singl s názvem SP 2010 (2010).
Autorem většiny textů i hudby je kytarista a zakládající člen Tomáš „Hansen“ Treichel.
V roce 2015 kapela ukončila svoji činnost.

## Členové
- Tomáš „Hansen“ Treichel – kytara, sbor
- Radek "Sid" Hladík – basa, sbor
- Radek Drobný – zpěv
- Pavla Novotná – klávesy
- Monika „Monďa“ Andělová – bicí

Stálý host: orientální tanec – Martina "Šeherezáda" Hanyšová

### Bývalí členové
- Pavel „Čmelák“ Bělík – basa (1999—2011)
- Radim Zvoníček – bicí (1999—2003)
- Jan Dlouhý – kytara (1999—2007)
- Jakub Futera – zpěv (1999—2001)
- Hanka Bílková – zpěv (2000)
- Radek Říha – zpěv (2001—2002)
- Radek „Démon“ Řezníček – zpěv (2002—2009)
- Václav Tláskaal – bicí (2003—2009)
- Luboš Groh – klávesy (2003—2004)
- Martin Drobný – klávesy, kytara (2004—2014)
- Lukáš Vagenknecht – bicí (2010—2011)
- Zdeněk „Henk“ Hloucal – basa (2011—2012)

## Diskografie
- Královna snů – demo (2000)
- Bludička (2001)
- NEW (2002)
- Horoskop (2003)
- Piraňa (2005)
- Noc duchů (2007)
- Psycho – kompilace (2011)